# متنزه ناغارهول الوطني
متنزه ناغارهول الوطني هو متنزه وطني يقع في كوداجو ومنطقة ميسور بولاية كارناتاكا،الهند.